# Rood vaandel

Rood vaandel, Britse handelsvlag

Het Rode vaandel (Engels: Red Ensign, ook wel Red Duster) is een van de bekendste Britse vaandels en is tegenwoordig de officiële Britse handelsvlag ter zee. Het vaandel wordt al sinds 1707 als zodanig gebruikt. Van 1652 tot 1864 was het Rode vaandel tevens in gebruik als oorlogsvlag ter zee voor het Rode eskader van de Royal Navy dat voornamelijk in de Caraïben en de noordelijke Atlantische Oceaan opereerde.

## Geschiedenis

### Engeland (voor 1707)

Engels Rood vaandel uit de 17e eeuw

In 1674 vaardigde Karel II van Engeland een proclamatie uit waarmee hij bevestigde dat het Rode vaandel de passende vlag was voor Engelse koopvaardijschepen. Uit de bewoordingen van de proclamatie valt op te maken dat dat op dat moment al een gangbaar gebruik was. Deze vlag had in het kanton het Sint-Joriskruis uit de vlag van Engeland.

### Schotland (voor 1707)

Schots Rood vaandel, gevoerd door schepen van de voormalige Royal Scots Navy

Vanaf de veertiende eeuw werd het Andreaskruis als Schots nationaal symbool gebruikt. Tot 1707 was een Schots Andreaskruis geplaatst in het kanton in het Rode vaandel dat werd gevoerd door schepen van de Royal Scots Navy. Deze marine werd bij de vereniging van Engeland en Schotland tot het Koninkrijk Groot-Brittannië in 1707 opgenomen in de Royal Navy.

### Groot-Brittannië (1707-1800)

Het Britse Rode vaandel (1707–1801)

Bij de vereniging van Engeland en Schotland in 1707 kwam een einde aan de zelfstandige Schotse marine en werd de vlag van Groot-Brittannië in het kanton van alle Britse vaandels geplaatst, zowel de civiele als de militaire. Op 21 juli 1707 werd een "Order in Council" uitgevaardigd, waarin als maritieme vlaggen de koninklijke standaard, de Union Flag en "the ensign directed by her Majesty since the said Union of the two Kingdoms" werden vermeld. Volgens een gekleurde tekening die als bijlage was toegevoegd blijkt dat het bij de laatstgenoemde vlag gaat om het Rode vaandel. De witte en blauwe vaandels werden in deze Order niet genoemd. Klaarblijkelijk werden deze gezien als varianten op het Rode vaandel die op grond van tactische overwegingen waren vervaardigd.
Toen in 1707 de "Act of Union" door de Engelse en Schotse parlementen was bekrachtigd en het Koninkrijk Groot-Brittannië daarmee was opgericht, werd de vlag van Groot-Brittannië in het Rode vaandel geplaatst. Dit nieuwe ontwerp werd geproclameerd door koningin Anna, die aangaf dat het vaandel gebruikt diende te worden voor zowel voor marineschepen als voor schepen in eigendom van "onze geliefde onderdanen". Deze vlag werd ook gevoerd door schepen van de dertien Amerikaanse koloniën, voor de Amerikaanse Onafhankelijkheidsoorlog.

### Verenigd Koninkrijk (1801-heden)
Met de "Act of Union" uit 1800 werd Ierland aan Groot-Brittannië toegevoegd, waardoor het Verenigd Koninkrijk van Groot-Brittannië en Ierland ontstond. De vlag van het Verenigd Koninkrijk werd in het kanton van het Rode vaandel geplaatst.
In 1854 werd de vlag in de "Merchant Shipping Act" expliciet vermeld als de toepasselijke vlag voor Britse koopvaarders. In opvolgende verordeningen voor de scheepvaart werd dit herhaald.
Tot 1864 was het Rode vaandel ook het vaandel van het Rode eskader van de Royal Navy, en tevens dat voor alle oorlogsschepen die niet aan enig eskader waren toegewezen en onder een onafhankelijk bevel voeren. De vlaggen voor de overige oorlogsschepen waren het Blauwe en het Witte vaandel. Velen in de Admiraliteit waren van mening dat het gebruik van drie verschillende vaandels voor de Royal Navy gedateerd en verwarrend was. Men was ook van mening dat koopvaardijschepen duidelijk onderscheiden moesten worden van oorlogsschepen. In juli 1864 werd een "Order in Council" uitgevaardigd dat het Witte vaandel toewees aan de Royal Navy. Het Blauwe vaandel werd als nationale vlag aangewezen voor schepen die onder het commando voeren van een officier van de Royal Navy Reserve, en (met een toepasselijk embleem) als vlag voor schepen in overheidsdienst. Het Rode vaandel werd exclusief aangewezen aan Britse koopvaarders. Deze regeling is tot op heden van kracht.
In de periode van 1867-1869 besloot de Admiraliteit dat het Blauwe vaandel, beladen met een toepasselijk embleem, moest worden gebruikt door schepen in militaire of civiele dienst van de Britse koloniën. Door deze beslissing werd hiermee de basis gelegd voor veel vlaggen van de voormalige koloniën van het Britse rijk. Tegelijkertijd werd het Rode vaandel (in 1864 toegewezen aan koopvaardijschepen) gebruikt door koopvaarders van die koloniën die toestemming van de Admiraliteit daartoe hadden. Dit waren voornamelijk de grotere koloniën, inclusief Canada (1892), Nieuw-Zeeland (1899), Australië (1901), Zuid-Afrika (1910) en Cyprus (1922). Koopvaardijschepen uit de overige gebieden dienden het Rode vaandel zonder embleem te gebruiken. Officieus werden lokaal varianten van het Rode vaandel met embleem gebruikt.